# Donald Hand
Donald Bernard Hand (Paterson, 14 marzo 1979) è un ex cestista statunitense, professionista nella NBDL e in Europa.

## Palmarès
- Campione NBDL (2002)